# Xenosciomyza prima
Xenosciomyza prima är en tvåvingeart som beskrevs av Tonnoir och Malloch 1928. Xenosciomyza prima ingår i släktet Xenosciomyza och familjen Helosciomyzidae. Inga underarter finns listade i Catalogue of Life.